# Bemba (sprog)
Bemba, også kendt som cibemba og icibemba, er et bantusprog, der fortrinsvis tales i Zambia.
Bogstaverne r, q, v, x, og z anvendes ikke i bemba, og bogstaverne d, g og j findes kun i forbindelse med n, fx nda, nga, njelwa.